# Jamie Subandhi
Jamie Chen Subandhi (* 15. Dezember 1989 in Long Beach) ist eine US-amerikanische Badmintonspielerin. 

## Karriere
Jamie Subandhi wurde 2006 und 2007 Panamerikameisterin im Dameneinzel bei den Junioren. Bei den Panamerikanischen Spielen 2007 gewann sie Bronze. Bei den Miami PanAm International desselben Jahres siegte sie im Damendoppel.

## Sportliche Erfolge
| Saison | Veranstaltung                   | Disziplin   | Platz | Name                          |
| ------ | ------------------------------- | ----------- | ----- | ----------------------------- |
| 2005   | Weltmeisterschaft               | Damendoppel | 33    | Jamie Subandhi / Cindy Shi    |
| 2006   | Juniorenpanamerikameisterschaft | Dameneinzel | 1     | Jamie Subandhi                |
| 2007   | Juniorenpanamerikameisterschaft | Dameneinzel | 1     | Jamie Subandhi                |
| 2007   | Panamerikanische Spiele         | Damendoppel | 3     | Jamie Subandhi / Kuei Ya Chen |
| 2007   | Miami PanAm International       | Damendoppel | 1     | Jamie Subandhi / Kuei Ya Chen |
| 2012   | Brazil International            | Mixed       | 1     | Phillip Chew / Jamie Subandhi |
| 2013   | USA: Einzelmeisterschaften      | Dameneinzel | 1     | Jamie Subandhi                |